# Latimeria
Latimeria Smith, 1939 è l'unico genere esistente della famiglia dei Latimeriidae, ed è il rappresentante della più antica linea evolutiva di pesci che si conosca; esso include due specie ancora esistenti, note con il nome comune di celacanto (dal greco koilos (κοῖλος), "cavo", e acanthos (ἄκανθος), "spina"): il celacanto delle Comore e il celacanto indonesiano.
Si pensava che i celacanti fossero estinti sin dal Cretaceo, fino a quando un esemplare venne pescato nel 1938 in Sudafrica, nell'oceano Indiano all'altezza della foce del fiume Chalumna. In seguito furono trovati altri esemplari nelle isole Comore, Sulawesi, in Indonesia, Kenya, Tanzania, Mozambico, Madagascar e in Sudafrica, nell'area protetta iSimangaliso Wetland.

## Caratteristiche

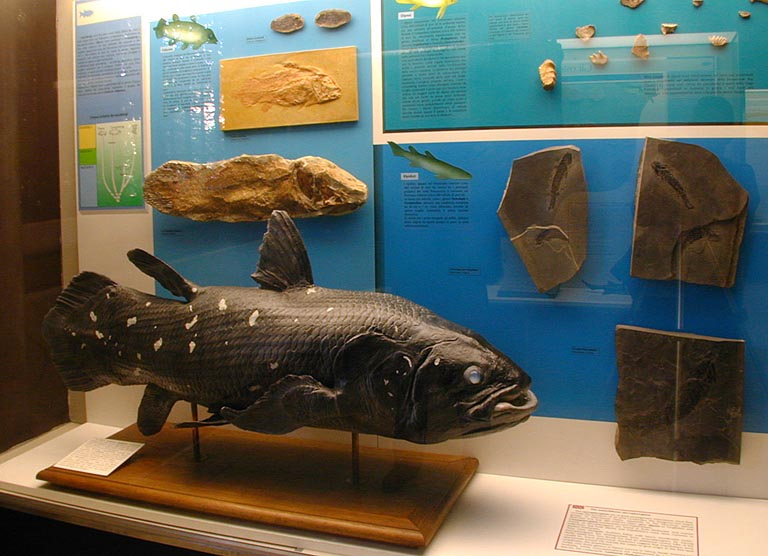
Il calco di celacanto conservato al Museo civico di storia naturale di Milano

Il celacanto fa parte della classe dei Sarcopterigi; ha le pinne pettorali e anali su protuberanze carnose sostenute da ossa; la pinna caudale è suddivisa in tre lobi, dei quali quello di centro include un prolungamento della notocorda.
Secondo i fossili ritrovati, i celacanti apparvero per la prima volta nel Devoniano medio, circa 390 milioni di anni fa. In media un celacanto raggiunge gli 80 kg, una lunghezza di due metri e ha un'aspettativa di vita di 60 anni circa.
Il celacanto è l'unico essere vivente a possedere un giunto intercraniale che gli permette di separare interamente la metà superiore del cranio da quella inferiore.
Si presume che l'abilità sia legata al consumo di prede di grandi dimensioni. Le sue scaglie secernono muco e il suo corpo trasuda un olio che, essendo lassativo, lo rende immangiabile a meno che non venga disseccato e salato. La durezza delle sue squame fa sì che esse siano usate dagli abitanti delle Comore come carta vetrata.
Gli occhi del celacanto sono estremamente sensibili alla luce, grazie alla presenza del tapetum lucidum, una membrana riflettente posta dietro alla retina che riflette nuovamente la luce catturata alla retina; per questo motivo è molto difficile catturare un celacanto di giorno o in una notte di luna piena.
Possiede pinne pari su peduncoli muscolosi dette omobasiche, ovvero sostenute da un solo asse osseo, anatomicamente omologo dell'omero e del femore dei tetrapodi. Queste pinne sono utilizzate esclusivamente per nuotare, peraltro in modo lentissimo, e non per camminare sul fondale come si credeva un tempo. I celacanti possono nuotare sia in avanti sia all'indietro, alternando il movimento delle pinne in modo simile a quello della sequenza con cui i tetrapodi muovono le zampe.

## Confronto con le forme fossili

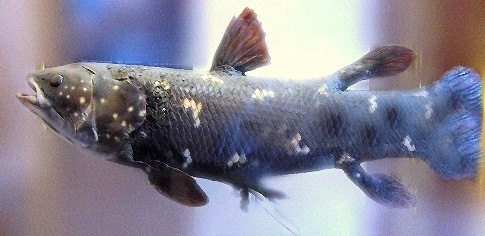
Latimeria chalumnae

Sebbene oggi siano conosciute solo due specie di celacanti, nel Paleozoico e nel Mesozoico il gruppo dei celacantidi era molto numeroso e comprendeva diversi generi e specie; di questi esistono molti fossili databili dal Devoniano al Cretaceo, periodo dopo il quale i celacanti si ritennero apparentemente estinti, a seguito della estinzione di massa di fine cretacico dato che fino a oggi non sono stati ritrovati fossili risalenti a epoche successive.
La comparazione anatomica fra i resti fossili di pesci appartenenti ai Coelacanthiformes, lo stesso ordine del celacanto (soprattutto con i fossili del genere Macropoma del Cretaceo), e gli esemplari viventi attuali mostra chiaramente come questo ordine sia rimasto sostanzialmente invariato; generalmente si ritiene che, nonostante non esistano dati certi sugli ultimi 150 milioni di anni, la latimeria non abbia subito sostanziali cambiamenti negli ultimi 300-400 milioni di anni, mentre alcuni parlano di almeno 65 milioni di anni, causando inizialmente un certo stupore fra gli studiosi, poiché il celacanto era ritenuto un progenitore degli anfibi, associato ad ambienti di acque poco profonde e progressivamente evolutosi fino a diventare adatto alla vita sulla terra ferma. Al contrario i ritrovamenti di forme viventi nel corso del XX secolo indicano che il celacanto odierno vive prevalentemente in acque profonde, dove non giunge alcuna traccia di luminosità. Questa apparente contraddizione è tuttavia spiegabile con due osservazioni:
- la latimeria non vive solamente in acque profonde[11], fatto provato dalla scarsa profondità di pescaggio delle reti dei pescatori che la trovano, dagli ormai noti incontri di subacquei con esemplari viventi e dall'osservazione statistica, che il biologo P.L. Florey riporta nel suo trattato su questo pesce, che la maggior parte delle catture sono avvenute tra una profondità di 100 e 400 metri, mentre il maggior numero di avvistamenti visivi durante immersioni è avvenuto fra 190 e 210 metri, inoltre le sue osservazioni sembrano indicare che le oscillazioni batimetriche della isoterma di 18 °C possano influenzare la profondità di vita dell'animale;[12]
- nella crisi di fine cretaceo i celacanti si estinsero completamente nelle forme viventi in acque basse, costiere o dolci. Tuttavia gli animali che vivono in acque profonde sono molto difficilmente conservati allo stato fossile e raramente i loro resti fossili sono portati ad affiorare alla superficie terrestre dove i paleontologi possono scoprirli, cosicché può accadere che le specie di profondità scompaiano nella documentazione fossile. Inoltre l'etichetta di animale che non si evolse fisiologicamente dai tempi paleozoici, vulgata popolarmente attribuita a questo phylum, non è corretta: gli sviluppi della ricerca paleontologica, nei decenni successivi alla scoperta della forma vivente e della formazione delle prime congetture, ha permesso di comprendere che le forme paleozoiche si evolsero e si irradiarono in diversi phylum, con un massimo di radiazione evolutiva nel Triassico, e i fossili di Macropora, l'ultimo genere più recente conosciuto allo stato fossile, sono rinvenuti nei sedimenti del Cretaceo superiore del bacino anglo-parigino nella formazione calcarea del "chalk", per la quale l'ambiente marino deposizionale dovrebbe aver avuto una profondità fra 100 e 600 metri di profondità[13], quindi già le ultime forme fossili, di cui fino a oggi si ha conoscenza, vivevano in un habitat simile alle forme attuali.

## Le scoperte

### Il primo ritrovamento in Sudafrica
La prima prova dell'esistenza di celacanti viventi si ebbe nel 1938 quando Marjorie Courtenay-Latimer, curatrice di un museo di East London, Sudafrica, nell'esaminare il bottino di pescatori locali alla ricerca di fauna marina insolita, si imbatté in uno strano pesce blu fra il pescato di una barca di pescatori andati a caccia di squali nell'oceano Indiano all'altezza della foce del fiume Chalumna. Dopo aver riportato il pesce al museo, si accorse che non era in grado di classificarlo e così decise di chiedere informazioni al collega professor James Leonard Brierley Smith; nel frattempo il pesce fu imbalsamato da un tassidermista e quando Smith ne vide le spoglie lo identificò come un celacanto, un genere noto a quel tempo solo da esemplari fossili. La specie del pesce fu chiamata Latimeria chalumnae, in onore della scopritrice e delle acque in cui fu pescato, e da allora il celacanto viene considerato un fossile vivente.

### Le Comore

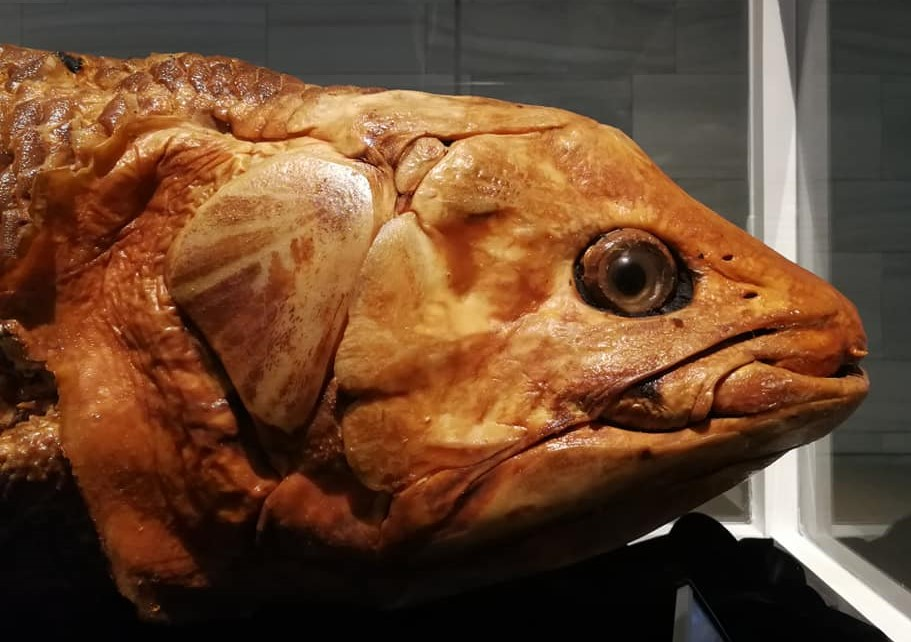
Latimeria chalumnae

A quel punto fu organizzata una ricerca mondiale per nuovi esemplari di celacanto, con un premio in denaro di 100 sterline, una somma ragguardevole per i pescatori africani dell'epoca. Quattordici anni dopo fu trovato un esemplare alle Comore: si pensava che fosse un altro ritrovamento unico, ma si scoprì che il pesce era noto agli abitanti delle Comore: i pescatori dell'isola di Anjouan non riuscivano infatti a capire perché fosse valutato tanto un pesce immangiabile come quello, da loro chiamato gombessa o mame, che ogni tanto finiva nelle loro reti. Oggi tuttavia sono ben consci dell'importanza della scoperta e del fatto che si tratti di una specie in pericolo e, ogniqualvolta un celacanto viene pescato, subito viene ributtato in mare.
Il secondo esemplare, pescato nel 1952 dal pescatore Ahmed Hussain, fu inizialmente catalogato come una specie del tutto diversa, Malania anjounae (nome derivato da Daniel François Malan, primo ministro del Sudafrica ai tempi, e dall'isola di Anjouan), ma in seguito si scoprì che la mancanza della pinna dorsale era dovuta soltanto a un incidente avvenuto in giovane età all'esemplare. Curiosamente Malan era un creazionista e, dopo aver scoperto che il supposto antenato di tutte le forme di vita terrestri era stato battezzato col suo nome, ne fu contrariato.

### La seconda specie
Nel 1997, Arnaz e Mark Erdmann stavano godendosi la loro luna di miele in Indonesia quando, al mercato di Manado Tua sull'isola di Sulawesi, si accorsero della presenza sulle bancarelle di quello che sembrava un gombessa, ma era marrone anziché blu. Dopo che un esperto ebbe notato la foto del pesce da loro pubblicata su internet, si procedette ai test del DNA, che dimostrarono che quella specie, chiamata dagli indonesiani Rajah laut ("re del mare"), non era la medesima del celacanto delle Comore; la nuova specie fu chiamata Latimeria menadoensis.

### L'area marina protetta di St. Lucia in Sudafrica
Il 28 ottobre 2000, nelle acque protette dell'area di St. Lucia, al confine con il Mozambico, tre sommozzatori Pieter Venter, Peter Timm, ed Etienne le Roux, trovarono un celacanto alla profondità di 104 metri. Dopo essersi rinominati "SA Coelacanth Expedition 2000", i tre ritornatono alla carica, questa volta muniti di equipaggiamento fotografico e con un gruppo di altri sommozzatori pronti a seguirli. Il 27 novembre, quattro di essi (Pieter Venter, Gilbert Gunn, Christo Serfontein e Dennis Harding) trovarono tre celacanti, dei quali uno era lungo tra 1,5 e 1,8 metri, mentre gli altri misuravano circa 1/1,2 metri. I subacquei riuscirono a fotografare e filmare gli animali, ma, una volta riemersi, uno di loro (Dennis Harding) morì a causa di un'embolia gassosa cerebrale a seguito dello sforzo sostenuto per aiutare un compagno, Christo Serfontein, che aveva momentaneamente perso conoscenza.
Fra il marzo e l'aprile del 2002, il sommergibile Jago e il gruppo di sommozzatori Fricke Dive Team riuscirono a trovare, nella stessa zona, un gruppo di quindici celacanti, di cui una femmina gravida, riuscendo anche a raccogliere campioni di tessuto degli animali.

## Nella cultura di massa
Le caratteristiche del celacanto hanno spinto autori di videogiochi e fumetti a inserirlo all'interno delle loro opere. Esempi sono Martin Mystère, Endless Ocean, E.V.O.: Search for Eden, Pet Society e i titoli della serie Animal Crossing e ARK Survival Evolved. Anche nelle serie Pokémon e Digimon sono presenti creature basate sul celacanto, rispettivamente Relicanth e Coelamon.
Il film Ricerche diaboliche del 1958, diretto da Jack Arnold è incentrato sul celacanto.